# 프로젝트 리셋
프로젝트 리셋은 텔레그램 성착취 범죄에 분노한 익명의 여성들들이 모여 만든 단체로, 초반에는 텔레그램 내부의 성 착취 단체방에 잠입하여 플랫폼 신고를 하는 프로젝트 팀으로 시작하였다. 이후 조직화를 거쳐 경찰청과 수사 공조를 하고 국회 토론회에 참석하여 입법제안을 하는 등 활동의 폭을 넓혔다. 2020년 6월 1일자로 비영리 임의 단체인 '리셋'이 되었다.

## 활동 내용
2019년 12월 5일 프로젝트 리셋이 활동을 시작했다. 이후 2020년 2월 '텔레그램에서 발생하는 디지털 성범죄 해결에 관한 청원'으로 1호 국민동의청원을 달성하였다. 그러나 국회의원들이 해당 청원의 내용을 진지하게 받아들이지 않고, 'N번방 사건은 잘 모른다', '자기는 예술작품이라고 생각하고 만들 수도 있다', 일기장에 혼자 그림을 그린다고 생각하는 것까지 처벌할 수는 없지 않으냐'는 등 망언을 하여 논란이 되었다.
그 동안 있었던 단순한 신고 총공 프로젝트와 리셋이 차별성을 가지고, 또 전문성을 가진 단체로 인정받을 수 있었던 이유는 그들이 모니터링을 한 내용을 기반으로 자료집을 제작하였기 때문이다. 해당 자료집은 국회 여성가족위원회와 법무부 추미애장관 등 여러 의원들에게 전달되어 텔레그램 성 착취 사건의 심각성을 알리는데 기여하였다.
이후 국회 텔레그램 N번방 성폭력 처벌 강과 긴급 간담회를 필두로 하여 다수의 토론회와 간담회 등에 참여하여 현장에서 본 디지털 성범죄의 실태와 이를 막을 수 있는 여러 제안을 하기 시작했다. 2020년 3월 24일 여성의당과 정책 협약식을 가졌고 협약서에서 여성의당에 디지털 성범죄 관련 정책자료집과 기초정책을 지속적으로 제공할 것을 명시했다. 심지어 2020년 4월과 5월에는 법관들을 대상으로 '젠더법 연구회'와 사법연수원에서 디지털 성범죄에 대해 강연을 진행하기도 하였다. 이 외에도 대한변호사협회에서 'n번방 방지법 해설 및 적용 실무' 세미나에서도 강연하는 등 여러 기관들에게서 전문성을 인정받고 있다.
리셋의 활동은 성 착취 단체방에 잠입하여 모니터링을 하고 증거를 모아 경찰청과 수사 공조를 하며, 피해자 대응 및 연대를 하고, 정책 제안과 입법제안, 강연, 이슈파이팅 등으로 다양하다. 디지털 성범죄 피해를 받았다면 리셋 공식 SNS로 연락하면 도움을 받을 수 있다고 한다. 피해자와 피해자 주변인, 연대자를 위한 간단한 FaQ를 제공하는 카카오톡 공식 채널을 제작하여 운영하고 있기도 하다.

리셋의 최서희(활동명) 대표는 2021년 카카오임펙트 펠로우십 시즌1의 펠로우 사회혁신가 11명 중 한 명으로 선정되었다.

## 포상기록
2020년 9월 2일 양성평등주간을 맞이하여 여성가족부 장관표창을 수여받았다. 2020년 12월 31일에는 기획재정부 장관/부총리 표창을 수여받았다.

## 캠페인
- '텔레그램 디지털 성범죄 근절 연합전선' 구축
- N번방 사건 주범 박사 엄벌 탄원[13]
- 디지털 성범죄 근절 릴레이 이슈파이팅[14]
- 디지털 성착취 가해자 엄벌 릴레이 탄원[15]
- 디지털 성범죄 양형기준 설문조사[16]
- 릴레이 포스트잇 주간[17]
- 유튜브 신고주간
- 디지털 성범죄 리마인딩 영상 게시

## 같이 보기
- n번방 사건
- 추적단 불꽃